# Анель Раскай
Анель Раскай (алб. Anel Raskaj, нар. 19 серпня 1989, Призрен) — косовський футболіст, півзахисник клубу «АФК Ескільстуна».
Виступав, зокрема, за клуби «Гальмстад» та «Саннес Ульф», а також національну збірну Косова.

## Клубна кар'єра
У дорослому футболі дебютував 2007 року виступами за команду клубу «Гальмстад», в якій провів чотири сезони, взявши участь у 112 матчах чемпіонату.  Більшість часу, проведеного у складі «Гальмстада», був основним гравцем команди.
Своєю грою за цю команду привернув увагу представників тренерського штабу клубу «Саннес Ульф», до складу якого приєднався 2012 року. Відіграв за команду із Саннеса наступні чотири сезони своєї ігрової кар'єри. Граючи у складі «Саннес Ульфа» також здебільшого виходив на поле в основному складі команди.
У 2017 році грав у складі команд клубів «АФК Ескільстуна» та «Приштина».
До складу клубу «АФК Ескільстуна» повернувся 2018 року. Станом на 5 листопада 2019 року відіграв за команду із Ескільстуни 52 матчі в національному чемпіонаті.

## Виступи за збірну
У 2019 році дебютував в офіційних матчах у складі національної збірної Косова.